# 羊瞻
羊瞻（?—?），泰山郡南城县（今山东省新泰市）人。南朝宋官员。

## 生平
羊瞻的祖父羊不疑官至乌程令，伯父羊欣是著名书法家，也是王献之的外甥。羊瞻的父亲羊徽在刘裕镇守京口时，为记室参军掌事。后为宋文帝西中郎长史、河东郡太守。羊瞻在元嘉末年为宋孝武帝南中郎长史、寻阳郡太守，在太守任上去世。

## 女
羊良娣，太子刘子业的太子妃何令婉过世，太子后宫设置良娣、保林两种位号，孝武帝刘骏为太子选择羊瞻之女为羊良娣，袁僧惠之女为袁保林。